# BacMet
BacMet (Antibacterial Boicide & Metal Resistance Genes Database) es una base de datos de resistencia a los antimicrobianos . Realiza un seguimiento de los genes bacterianos que dan resistencia a los biocidas antibacterianos y metales.
BacMet consta de dos bases de datos internas. Una es una base de datos seleccionada manualmente de genes con función de resistencia verificada experimentalmente, mientras que la otra base de datos analiza los genes resistentes previstos. Los datos del primero se recopilan de Centro Nacional para la Información Biotecnológica (NCBI), mientras que las anotaciones son de UniProt y Gene Ontology. BacMet proporciona información sobre los genes resistentes, sus secuencias y sus funciones moleculares.
La base de datos tiene más de 700 genes confirmados y más de 150 000 genes previstos que están organizados por función molecular y fenotipos resistentes. En enero de 2022, BacMet se había actualizado por última vez en marzo de 2018 y tiene su sede en la Universidad de Gotemburgo en Suecia.